# Альбаїрате
Альбаїрате (італ. Albairate) — муніципалітет в Італії, у регіоні Ломбардія, метрополійне місто Мілан.
Альбаїрате розташоване на відстані близько 490 км на північний захід від Рима, 21 км на захід від Мілана.
Населення — 4654 особи (2012).

## Демографія
Населення за роками:

Станом на 1 січня 2023 року в муніципалітеті офіційно проживали 294 іноземці з 40 країн, серед них 89 громадян країн Євросоюзу та 15 громадян України.

## Уродженці
- Джованні Інверніцці (*1931 — †2005) — італійський футболіст, півзахисник, згодом — футбольний тренер.

## Сусідні муніципалітети
- Абб'ятеграссо
- Кассінетта-ді-Луганьяно
- Чизліано
- Корбетта
- Гаджано
- Вермеццо